# Contea di Makueni
La Contea di Makueni è una della 47 contee del Kenya situata nell'ex Provincia Orientale. Al censimento del 2019 ha una popolazione di 987.653 abitanti. Il capoluogo della contea è Wote. Altre città importanti sono: Makindu, Emali e Sultan Hamud.